# Зоря (Тяжинський округ)
Зоря́ (рос. Заря) — селище у складі Тяжинського округу Кемеровської області, Росія.

## Населення
Населення — 93 особи (2010; 126 у 2002).
Національний склад (станом на 2002 рік):
- росіяни — 94 %